# Гогуа, Алексей Ночевич
Алексе́й Но́чевич Го́гуа (абх. Алықьса Ноча-иҧа Гәагәуа); 15 марта 1932, Гуп, Очамчырский район, Абхазская АССР — 7 мая 2025, Сухум) — абхазский писатель-прозаик, член Союза писателей Абхазии.

## Биография
Родился 15 марта 1932 года в селе Гупе Очамчырского района Абхазской АССР.
Окончил Сухумский пединститут и Литературный институт имени А. М. Горького в Москве.
Принимал активное участие в общественно-политической жизни республики, был депутатом Верховного Совета СССР.
Произведения переведены на английский, немецкий, испанский, венгерский, польский, болгарский языки и на многие языки народов бывшего СССР.
Произведения Алексея Гогуа признаются многими читателями как лучший образец абхазоязычной прозаической литературы.
Один из основателей и в своё время руководитель народного форума Абхазии «АИДГЫЛАРА».
Скончался 7 мая 2025 года в Сухуме в возрасте 93 лет.

## Творчество
На абхазском языке:
- «Нимб» (роман),
- «Он был так близко, но ты его не заметил» (роман),
- «Уже можно было различить впереди идущего» (роман).

На русском:
- Произведения в двух томах (т. 1: рассказы и повести; т. 2: роман «Большой снег»). Сухум, 2009.
- «Вкус воды»,
- «Дорога в три дня и три ночи»,
- «За семью камнями»,
- «Агнец» (недоступная ссылка), рассказ,
- «Елана» (недоступная ссылка), рассказ,
- «Поляна Ананы Гунды» (недоступная ссылка), рассказ